# OEC Taipei Ladies Open 2016
El OEC Taipei WTA Ladies Open 2016 es un torneo femenino de tenis profesional jugado en carpet interiores. Se trata de la quinta edición del torneo, evento de la WTA 125s de 2016. Se llevó a cabo en Taipéi, Taiwán del 14 al 20 de noviembre de 2016.

## Cabeza de serie

### Individual femenino
| Tenista             | Ranking | Preclasificada |
| Kristina Mladenovic | 42      | 1              |
| Naomi Broady        | 88      | 2              |
| Maria Sakkari       | 89      | 3              |
| Irina Khromacheva   | 93      | 4              |
| Risa Ozaki          | 94      | 5              |
| Evgeniya Rodina     | 104     | 6              |
| Sara Sorribes Tormo | 107     | 7              |
| Marina Erakovic     | 114     | 8              |
| Wang Yafan          | 117     | 9              |

- Ranking del 7 de noviembre de 2016

### Dobles femenino
| Tenista                               | Ranking | Preclasificada |
| Chan Hao-ching Chan Yung-jan          | 24      | 1              |
| Eri Hozumi Miyu Kato                  | 112     | 2              |
| Naomi Broady İpek Soylu               | 143     | 3              |
| Jessica Moore Varatchaya Wongteanchai | 169     | 4              |

## Campeonas

### Individual Femenino
Evgeniya Rodina venció a  Chang Kai-chen por 6-4, 6-3

### Dobles Femenino
Natela Dzalamidze /  Veronika Kudermetova vencieron a  Chang Kai-chen /  Chuang Chia-jung por 4-6, 6-3, [10-5]